# Governador de les Filipines

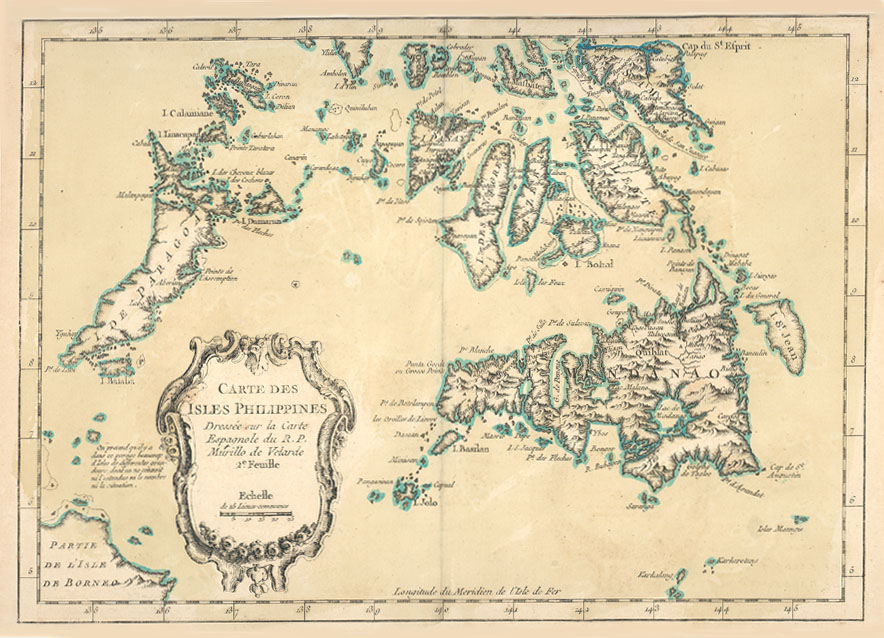
Les illes Filipines en 1764.

Aquesta és una 'llista dels governadors generals de les illes Filipines durant la seva ocupació colonial, des dels primers assentaments espanyols dirigits per Miguel López de Legazpi en 1565, passant per la seva transferència als Estats Units en 1898, fins a la formació de la Mancomunitat de les Filipines en 1935, que deu anys després desembocaria en la independència de l'arxipèlag.

## Període espanyol
Entre 1565 i 1821, la Capitania General de les Filipines va estar subordinada al virregnat de Nova Espanya; durant aquest període, el governador general tenia també el càrrec de capità general i president de la Reial Audiència de Manila; el seu mandat estava previst per a vuit anys; en períodes d'absència o manca del governador, el govern polític quedava en mans de la Reial Audiència, mentre la direcció militar era assignada a algun dels seus oïdors, segons estava disposat en la Recopilació de Lleis de les Índies.
A partir de 1821, amb la independència de les Filipines del virregnat de Nova Espanya, tots els governadors van ser militars; en absència del governador, el govern quedava en mans del segon en la cadena de comandament militar.
Es ressalten en color els governadors interins i els períodes en els quals la Reial Audiència va assumir provisionalment el govern.
| Governador                              | Període de govern                               | Notes |
| --------------------------------------- | ----------------------------------------------- | --- |
| Miguel López de Legazpi                 | 27 d'abril de 1565 – 20 d'agost de 1572         | Conquistador. |
| Guido de Lavezaris                      | 20 d'agost de 1572 – 25 d'agost de 1575         | Tresorer de l'expedició de conquesta. |
| Francisco de Sande                      | 25 d'agost de 1575 – abril de 1580              | |
| Gonzalo Ronquillo de Peñalosa           | abril 1580 – 10 de març de 1583                 | Nomenat governador vitalici. |
| Diego Ronquillo                         | 10 de març de 1583 – 16 de maig de 1584         | Nebot de l'anterior. |
| Santiago de Vera                        | 16 de maig de 1584 – maig de 1590               | En 1584 s'establí la Reial Audiència. En 1590 Vera la abolió. |
| Gómez Pérez das Mariñas                 | maig de 1590 – 25 d'octubre de 1593             | Morí assassinat. |
| Pedro de Rojas                          | 25 d'octubre 1593 – 3 de desembre de 1593       | Interií. Oïdor de la Reial Audiència. |
| Luis Pérez Dasmariñas                   | 3 de desembre 1593 – 14 de juliol de 1596       | Interí. Fill de Gómez Pérez das Mariñas. |
| Francisco Tello de Guzmán               | 14 de juliol de 1596 – maig de 1602             | Es rehabilità la Reial Audiència per decret reial. |
| Pedro Bravo de Acuña                    | maig de 1602 – 24 de juny de 1606               | Va morir en el càrrec. |
| Reial Audiència                         | 24 de juny de 1606 – 15 de juny de 1608         | Cristóbal Téllez de Almansa assumí el govern militar. |
| Rodrigo de Vivero y Aberrucia           | 15 de juny de 1608 – abril de 1609              | |
| Juan de Silva                           | abril de 1609 – 19 d'abril de 1616              | Va morir en el càrrec. |
| Reial Audiència                         | 19 d'abril de 1616 – 18 de juny de 1618         | Andrés de Alcaraz assumí el govern militar. |
| Alonso Fajardo de Tenza                 | 18 de juny de 1618 – julio de 1624              | Va morir en el càrrec. |
| Reial Audiència                         | julio de 1624 – juny de 1625                    | Jerónimo de Silva assumí el comandament militar. Durant el seu mandat, l'oïdor Jerónimo de Legazpi s'autoanomenà governador general.                                             |
| Fernando de Silva                       | juny de 1625 – 29 de juny 1626                  | |
| Juan Niño de Tabora                     | 29 de juny de 1626 – 22 de juliol de 1632       | Va morir en el càrrec. |
| Reial Audiència                         | 22 de juliol de 1632 – 1633                     | Lorenzo de Olaza y Lecubarri assumí el govern militar. |
| Juan Cerezo de Salamanca                | 1633 – 25 de juny de 1635                       | |
| Sebastián Hurtado de Corcuera           | 25 de juny de 1635 – 11 d'agost de 1644         | |
| Diego Fajardo Chacón                    | 11 d'agost de 1644 – 1 d'abril de 1654          | |
| Francisco Tabili                        | 1 d'abril de 1654 – 25 de juliol de 1654        | |
| Sabiniano Manrique de Lara              | 25 de juliol de 1654 – 8 de setembre de 1663    | |
| Diego de Salcedo                        | 8 de setembre de 1663 – 28 de setembre de 1668  | Arrestat i deposat per la Inquisició. |
| Juan Manuel de la Peña Bonifaz          | 28 de setembre de 1668 – 24 de setembre de 1669 | Oïdor de la Reial Audiència, assumí el govern en solitari. |
| Manuel de León                          | 24 de setembre de 1669 – 11 d'abril de 1677     | Va morir en el càrrec. |
| Reial Audiència                         | 11 d'abril de 1677 – 21 de setembre de 1677     | Francisco Coloma assumí el govern militar. Va morir. |
| Reial Audiència                         | 21 de setembre de 1677 – 28 de setembre de 1678 | Francisco de Sotomayor y Mansilla assumí el govern militar. |
| Juan de Vargas y Hurtado                | 28 de setembre de 1678 – 24 d'agost de 1684     | |
| Gabriel de Curuzealegui y Arriola       | 24 d'agost de 1684 – abril de 1689              | |
| Reial Audiència                         | abril de 1689 – juliol de 1690                  | Alonso de Avila Fuertes assumí el govern militar. |
| Fausto Cruzat y Góngora                 | juliol de 1690 – 8 de desembre de 1701          | |
| Domingo Zabálburu de Echevarri          | 8 de desembre de 1701 – 25 d'agost de 1709      | |
| Martín de Urzúa y Arizmendi             | 25 d'agost de 1709 – 4 de febrer de 1715        | Va morir en el càrrec. |
| Reial Audiència                         | 4 de febrer de 1715 – 9 d'agost de 1717         | Jose Torralba assumí el comandament militar. |
| Fernando Manuel de Bustillo             | 9 d'agost de 1717 – 11 d'octubre de 1719        | Assassinat. |
| Francisco de la Cuesta                  | 11 d'octubre de 1719 – 6 d'agost de 1721        | Arquebisbe de Manila. |
| Toribio José Cosio y Campo              | 6 d'agost de 1721 – 14 d'agost de 1729          | |
| Fernando Valdés y Tamón                 | 14 d'agost de 1729 – juliol de 1739             | |
| Gaspar de la Torre                      | juliol de 1739 – 21 de setembre de 1745         | Va morir en el càrrec. |
| Juan Arrechederra                       | 21 de setembre de 1745 – 20 de juliol de 1750   | Arquebisbe de Manila. |
| Francisco José de Ovando y Solís        | 20 de juliol de 1750 – juliol de 1754           | |
| Pedro Manuel de Arandía Santisteban     | de juliol de 1754 – 31 de maig de 1761          | Va morir en el càrrec. |
| Miguel Lino de Ezpeleta                 | juny de 1759 – julio de 1761                    | |
| Manuel Antonio Rojo del Río             | julio de 1761 – 6 d'octubre de 1762             | Durant l'ocupació britànica de Manila en la guerra dels Set Anys, Rojo va ser capturat i Dawsonne Drake va governar la part britànica. Anda s'autoanomenà governador en Bacolor. |
| Simón de Anda y Salazar                 | 6 d'octubre de 1762 – 10 de febrer de 1764      | Durant l'ocupació britànica de Manila en la guerra dels Set Anys, Rojo va ser capturat i Dawsonne Drake va governar la part britànica. Anda s'autoanomenà governador en Bacolor. |
| Francisco Javier de la Torre            | 10 de febrer de 1764 – 6 de juliol de 1765      | Interí. |
| José Antonio Raón Gutiérrez             | 6 de juliol de 1765 – julio de 1770             | |
| Simón de Anda y Salazar                 | julio de 1770 – 30 d'octubre de 1776            | Va morir en el càrrec. |
| Pedro de Sarrio                         | 30 d'octubre 1776 – julio de 1778               | 1r cop. Interí. |
| José Basco y Vargas                     | juliol de 1778 – 22 de novembre de 1787         | |
| Pedro de Sarrio                         | 22 de novembre de 1787 – 1 de juliol de 1788    | 2n cop. Interí. |
| Félix Berenguer de Marquina             | 1 de juliol de 1788 – 1 de setembre de 1793     | |
| Rafael María de Aguilar y Ponce de León | 1 de setembre de 1793 – 7 d'agost de 1806       | Va morir en el càrrec. |
| Mariano Fernández de Folgueras          | 7 d'agost de 1806 – 4 de març de 1810           | 1r cop. |
| Manuel Gonzalez de Aguilar              | 4 de març de 1810 – 4 de setembre de 1813       | |
| José Ramón de Gardoqui y Jaraveitia     | 4 de setembre de 1813 – 9 de desembre de 1816   | Va morir en el càrrec. |
| Mariano Fernández de Folgueras          | 9 de desembre de 1816 – 30 d'octubre de 1822    | 2n cop. |
| Juan Antonio Martínez                   | 30 d'octubre de 1822 – 15 d'octubre de 1825     | |
| Mariano Ricafort Palacín y Abarca       | 15 d'octubre de 1825 – 23 de desembre de 1830   | |
| Pascual Enrile y Alcedo                 | 23 de desembre de 1830 – 1 de març de 1835      | Interí como segundo en el mando militar. |
| Gabriel de Torres                       | 1 de març de 1835 – 23 d'abril de 1835          | Interí. |
| Joaquín de Crámer                       | 23 d'abril de 1835 – 9 de setembre de 1835      | Interí. |
| Pedro Antonio Salazar Castillo y Varona | 9 de setembre de 1835 – 27 d'agost de 1837      | |
| Andrés García Camba                     | 27 d'agost de 1837 – 29 de desembre de 1838     | |
| Luis Lardizábal                         | 29 de desembre de 1838 – 14 de febrer de 1841   | |
| Marcelino Oraá Lecumberri               | 14 de febrer de 1841 – 17 de juny de 1843       | |
| Francisco de Paula Alcalá de la Torre   | 17 de juny de 1843 – 16 de juliol de 1844       | |
| Narcís Claveria i Zaldua                | 16 de juliol de 1844 – 26 de desembre de 1849   | |
| Antonio María Blanco                    | 26 de desembre de 1849 – 29 de juliol de 1850   | Interí. |
| Antonio de Urbistondo y Eguía           | 29 de juliol de 1850 – 20 de desembre de 1853   | |
| Ramón Montero Blandino                  | 20 de desembre de 1853 – 2 de febrer de 1854    | 1r cop. Interí. |
| Manuel Pavía y Lacy                     | 2 de febrer de 1854 – 28 d'octubre de 1854      | |
| Ramón Montero Blandino                  | 28 d'octubre de 1854 – 20 de novembre de 1854   | 2n cop. Interí. |
| Manuel Crespo y Cebrián                 | 20 de novembre de 1854 – 5 de desembre de 1856  | Dimitió. |
| Ramón Montero y Blandino                | 5 de desembre de 1856 – 9 de març de 1857       | 3ª vez. Interí. |
| Fernando Norzagaray y Escudero          | 9 de març de 1857 – 12 de gener de 1860         | |
| Ramón María Solano Llanderal            | 12 de gener de 1860 – 29 d'agost de 1860        | Va morir en el càrrec. |
| José MacCrohon y Blake                  |                                                 | Va morri quan viatjava des d'Espanya a ocupar el càrrec. |
| Juan Herrera Dávila                     | 29 d'agost de 1860 – 2 de febrer de 1861        | Inicià el seu mandat com a interí. |
| José Lemery e Ibarrola                  | 2 de febrer de 1861 – 7 de juliol de 1862       | |
| Salvador Valdés                         | 7 de juliol de 1862 – 9 de juliol de 1862       | Interí. |
| Rafael Echagüe y Bermingham             | 9 de juliol de 1862 – 24 de març de 1865        | |
| Joaquín del Solar e Ibáñez              | 24 de març de 1865 – 25 d'abril de 1865         | 1r cop. Interí. |
| Juan de Lara e Irigoyen                 | 25 d'abril de 1865 – 9 de gener de 1866         | |
| Manuel Rodríguez-Fito y Bueno           | 9 de gener de 1866 – 19 de novembre de 1867     | |
| José de la Gándara y Navarro            | 19 de novembre de 1867 – 7 de juny de 1869      | |
| Manuel Maldonado                        | 7 de juny de 1869 – 23 de juny de 1869          | Interí. |
| Carlos María de la Torre y Navacerrada  | 23 de juny de 1869 – 4 d'abril de 1871          | |
| Rafael Izquierdo Gutiérrez              | 4 d'abril de 1871 – 8 de gener de 1873          | Dimití per motius de salut. |
| Manuel MacCrohon                        | 8 de gener de 1873 – 24 de gener de 1873        | Interí. |
| Juan Alaminos y Vivar                   | 24 de gener de 1873 – 17 de març de 1874        | |
| Manuel Blanco Valderrama                | 17 de març de 1874 – 18 de juny de 1874         | Inicià el seu mandat com a interí. |
| José Malcampo y Monge                   | 18 de juny de 1874 – 28 de febrer de 1877       | |
| Domingo Moriones i Murillo              | 28 de febrer de 1877 – 20 de març de 1880       | |
| Rafael Rodríguez Arias                  | 20 de març de 1880 – 15 d'abril de 1880         | Interí. |
| Fernando Primo de Rivera                | 15 d'abril de 1880 – 10 de març de 1883         | 1r cop |
| Emilio Molíns                           | 10 de març de 1883 – 7 d'abril de 1883          | Interí, 1r cop. |
| Joaquim Jovellar i Soler                | 7 d'abril de 1883 – 1 d'abril de 1885           | |
| Emilio Molíns                           | 1 d'abril de 1885 – 4 d'abril de 1885           | Interí, 2n cop. |
| Emilio Terrero y Perinat                | 4 d'abril de 1885 – 1888                        | |
| Antonio Molto                           | 1888 – 1888                                     | Interí. |
| Federico Lobatón                        | 1888 – 1888                                     | Interí. |
| Valerià Weyler i Nicolau                | 1888 – 1891                                     | |
| Eulogio Despujol y Dusay                | 1891 – 1893                                     | |
| Federico Ochando                        | 1893 – 1893                                     | Interí. |
| Ramón Blanco y Erenas                   | 1893 – 13 de desembre de 1896                   | |
| Camilo García de Polavieja              | 13 de desembre de 1896 – 15 d'abril de 1897     | |
| José de Lachambre                       | 15 d'abril de 1897 – 23 d'abril de 1897         | Interí. |
| Fernando Primo de Rivera                | 23 d'abril de 1897 – 11 d'abril de 1898         | 2n cop. |
| Basilio Augustín y Dávila               | 11 d'abril de 1898 – 24 de juliol de 1898       | |
| Fermín Jáudenes y Álvarez               | 24 de juliol de 1898 – 13 d'agost de 1898       | Interí. |
| Francisco Rizzo                         | 13 d'agost de 1898 – 13 d'agost de 1898         | Interí. |
| Diego de los Ríos y Nicolau             | 13 d'agost de 1898 – 10 de desembre de 1898     | Interí. |

## Període estatunidenc
En 1898, després de la derrota espanyola en la Guerra hispano-estatunidenca, Filipines va passar als Estats Units segons el que es disposà en el tractat de París; els EUA van establir a les Filipines un govern militar provisional fins a 1901. A partir d'aquesta data, els governadors van ser civils, designats pel President dels Estats Units amb l'aprovació del Senat dels Estats Units.
| Governador              | Període de govern                               | Notes                   |
| ----------------------- | ----------------------------------------------- | ----------------------- |
| Wesley Merritt          | 14 d'agost de 1898 – 28 d'agost de 1898         | Gobernadores militares. |
| Elwell Stephen Otis     | 28 d'agost de 1898 – 5 de maig de 1900          | Gobernadores militares. |
| Arthur MacArthur, Jr.   | 25 de maig de 1900 – 4 de juliol de 1901        | Gobernadores militares. |
| William Howard Taft     | 4 de juliol de 1901 – 23 de desembre de 1903    |                         |
| Luke Edward Wright      | 1 de febrer de 1904 – 30 de març de 1906        |                         |
| Henry Clay Ide          | 1 d'abril de 1906 – 19 de setembre de 1906      |                         |
| James Francis Smith     | 20 de setembre de 1906 – 11 de novembre de 1909 |                         |
| William Cameron Forbes  | 11 de novembre de 1909 – 1 de setembre de 1913  |                         |
| Newton W. Gilbert       | 1 de setembre de 1913 – 6 d'octubre de 1913     | Interí                  |
| Francis Burton Harrison | 6 d'octubre de 1913 – 5 de març de 1921         |                         |
| Charles Yeater          | 5 de març de 1921 – 14 d'octubre de 1921        | Interí                  |
| Leonard Wood            | 14 d'octubre de 1921 – 7 d'agost de 1927        |                         |
| Eugene Allen Gilmore    | 7 d'agost de 1927 – 27 de desembre de 1927      | Interí                  |
| Henry L. Stimson        | 27 de desembre de 1927 – 23 de febrer de 1929   |                         |
| Eugene Allen Gilmore    | 23 de febrer de 1929 – 8 de juliol de 1929      | Interí                  |
| Dwight Davis            | 8 de juliol de 1929 – 9 de gener de 1932        |                         |
| George C. Butte         | 9 de gener de 1932 – 29 de febrer de 1932       | Interí                  |
| Theodore Roosevelt, Jr. | 29 de febrer de 1932 – 15 de juliol de 1933     |                         |
| Frank Murphy            | 15 de juliol de 1933 – 15 de novembre de 1935   |                         |